# 1832 Mrkos
1832 Mrkos је астероид са пречником од приближно 30,78 km.
Афел астероида је на удаљености од 3,563 астрономских јединица (АЈ) од Сунца, а перихел на 2,869 АЈ.
Ексцентрицитет орбите износи 0,107, инклинација (нагиб) орбите у односу на раван еклиптике 14,955 степени, а орбитални период износи 2107,123 дана (5,768 година).
Апсолутна магнитуда астероида је 11,00 а геометријски албедо 0,074.
Астероид је откривен 11. августа 1969. године.